# Thomas Lund
Thomas Haubro Lund, född 1968, är en dansk tidigare badmintonspelare. Hans främsta meriter är VM-gulden i mixed dubbel 1993 och 1995. Han tog även silver i mixed dubbel i VM 1991 och i herrdubbel 1991 och 1995. Guldet från 1993 vanns tillsammans med Catrine Bengtsson från Sverige och 1995 tillsammans med Marlene Thomsen från Danmark.